# کلئوپاترا رکوردز
کلئوپاترا رکوردز (انگلیسی: Cleopatra Records) یک ناشر موسیقی مستقل آمریکایی مستقر در لس آنجلس، کالیفرنیا است که از سال ۱۹۹۲ آغاز به کار کرد.